# Mark Davies
Mark Nicholas Davies (Willenhall, Inglaterra, 18 de febrero de 1988) es un exfutbolista inglés.

## Selección nacional
Fue internacional con la selección nacional de fútbol de Inglaterra sub-21.

## Clubes
| Club                    | País       | Año       |
| ----------------------- | ---------- | --------- |
| Wolverhampton Wanderers | Inglaterra | 2005-2008 |
| Leicester City          | Inglaterra | 2008-2009 |
| Bolton Wanderers        | Inglaterra | 2009-2017 |

## Palmarés

### Campeonatos nacionales
| Título              | Club           | País       | Año  |
| ------------------- | -------------- | ---------- | ---- |
| Football League One | Leicester City | Inglaterra | 2009 |